# Sloup (district de Blansko)
Sloup est un bourg (en tchèque : městys) du district de Blansko, dans la région de Moravie-du-Sud, en République tchèque. Sa population s'élevait à 972 habitants en 2020.

## Géographie
Sloup se trouve à 8 km à l'est de Rájec-Jestřebí, à 9 km au nord-est de Blansko, à 27 km au nord-nord-est de Brno et à 182 km à l'est-sud-est de Prague.
La commune est limitée par Ludíkov au nord, par Vysočany et Šošůvka à l'est, par Ostrov u Macochy et Vavřinec au sud, et par Žďár et Němčice à l'ouest.

## Histoire
La première mention écrite de la localité date de 1373.